# لييب فروغ "الضفدع القافز" (شخصية مصورة)
لييب فروغ هو اسم شخصيتان خياليتان شريرتان ذى قوة خارقة ظهرتا في مجلات القصص المصورة الأمريكية التي نشرتها مارفل كومكس. تستخدم الشخصيات زي ضفدع  يحتوي على لفائف كهربائية في باطن كلًا من الزعانف التي تسمح لمرتديها بالقفز لمسافات كبيرة تصل إلى ارتفاع 60 قدم (18 م) أو طول 100 قدم (30 م). ويرتدون غطاء واق على ظهورهم في شكل حقيبة ظهر يمدهم بالطاقة، ويتم تشغيله عن طريق أزرار مخفية في قفازاتهم. بالإضافة إلى ذلك، أصبح الزي في وقت لاحق له هيكل خارجي معزز للقوة إلى جانب حشوة داخلية كبيرة ونظام موجه بالكمبيوتر لضبط دقة القفزة.

## تاريخ النشر
ظهر لييب فروغ لأول مرة في مسلسل دير ديفيل #25-26  (شباط / فبراير -آذار / مارس 1967)، وانشأه ستان لي، وجين كولان  وفرانك جياسويا. ظهرت الشخصية بعد ذلك في الموسم الأول لديرديفل  #1 (أيلول / سبتمبر 1967) والمدافعين #64 (تشرين الأول / أكتوبر 1978) والرجل الحديدي #126-127 (أيلول / سبتمبر-تشرين الأول / أكتوبر 1979) ومارفل تيم أب #121 (أيلول / سبتمبر 1982), #131 (تموز / يوليه 1983) والمدافعين #131 (مايو 1984) ومارفل فانفير #31-32 (مارس-مايو-1987) وداميدج كونترول #2 (كانون الأول / ديسمبر عام 1989) والرجل العنكبوت المذهل #185 (فبراير 1992), ] ودير ديفيل #16 (أيار / مايو 2001) والرجل العنكبوت في شبكة معقدة #12 (مايو 2002) وولفيرين #27 (حزيران / يونيه 2005).
ظهر لييب فروغ الثاني في دير ديفيل المجلد رقم 2 #16 وانشأه  براين مايكل بانديس وديفيد ماك.

## السيرة الذاتية للشخصية خيالية

### فينسينت باتيليو
بعد أن تعب من عدم نجاحه كمخترع  لعناصر مستحدثة وطريفة لشركة ألعاب، صمم فينسينت باتيليو بنفسه لفائف تعمل بالطاقة الكهربائية التي يمكن أن تُستخدم للقفز مسافات كبيرة وأدرجها في زي يشبه الضفدع.
واصفا نفسه لييب فروغ، لم يكن باتيليو معروفا بأنه محظوظ في مسيرته الإجرامية. على سبيل المثال، بدأ بأخذ المحامي الأعمى مات موردوك كرهينة (موردوك يمثل في الواقع الهوية المدنية للبطل الخارقدير ديفيل). وقد جنده إليكترو للعمل مع مبعوثيه من الشر للانتقام من هزائم دير ديفيل السابقة. ومع ذلك، انتصر عليهم دير ديفيل.  فشلت محاولاته الأخرى لأن يكون مجرما على يد دير ديفيل، وذلك قبل أن يُهزم لييب فروغ على يد الرجل الحديدي وإرساله إلى السجن.
أمضى باتيليو مدة عقوبته في السجن ثم عاد إلى زوجته روز وابنه الصغير يوجين. أبقى راتب روز الأسرة مُيسرة ماديا إلى أن ماتت بسبب السرطان. بينما كان يصنع بالكاد ما يكفي من المال لدعم نفسه وابنه، سقط باتيليو في دوامة اليأس. وفي هذا الوقت، ارتدى ابنه يوجين نسخة من زيه، محاولًا خلق مهنة بطولية مثل «فروغ مان.»  كان باتيليو في البداية فخورًا بإبنه لأنه قبض على الشرير سبيد ديمون، ولكن كبريائه تحول إلى الرفض بأن يستمر يوجين كبطل خارق. ونهى باتيليو ابنه عن المغامرة مثل فروغ مان.
ذهب باتيليو في وقت لاحق متخفيًا مع عصابة الأرنب الأبيض الشريرة بالنيابة عن الشرطة، والتي جلبت له صراع مع ابنه الذي، باعتباره فروغ مان، حاول إنزال الأرنب الأبيض. في نهاية المطاف هزم  باتيليو عصابة الأرنب الأبيض بمساعدة ابنه وحصل على المكافأة التي خففت عنه كثيرا من المخاوف المالية.
عندما ظهرت شخصية الأرنب الأبيض من جديد، تعاونت مع والرس لخلق الفوضى التي لم تتوقف حتى استسلم فروغ مان لها.  ذهب الرجل العنكبوت وراء الاثنين. وفي الوقت نفسه، أمر فنسنت يوجين بالبقاء في المنزل بينما ارتدى النسخة المجددة من زيه، وأعلن نفسه فروغ مان وانضم إلى الرجل العنكبوت. ولكن ارتدى يوجين أيضًا ثيابه الخاصة وانضم إلى الصراع، وتمكن الثلاثي من إيقاف المجرمين.
حاليًا، لا يزال باتيليو متقاعدًا عن المغامرة.

### بوفورد لانج
بوفورد لانج هو أب مُسئ عاش في مطبخ الجحيم مع زوجته أليسون وابنه المصاب  بالتوحد تيمي. عثر بوفورد علي زي لييب فروغ مهجور وبدأ مهنة جنائية قصيرة الأجل بسرقة الشركات الصغيرة. تقاتل لانج مع دير ديفيل على السطح حتى صعقه تيمي الذي لا يريد أن يرى بطله، دير ديفيل، يُمس بضُر. سقطت لانج من على السطح في شاحنة لجمع القمامة في الشارع وعلى ما يبدوأنه توفي.
تم قتله وإحيائه من قبل ذا هاند وانضم إلى هجوم على طائرات هاليكاريير الخاصة بعملاء شيلد مما أدى إلى تدميرها. ثم قتله وولفيرين مرة أخرى كما كان معظم  الأشرار الخارقون وأبطال ذا هاند يستخدمون في الهجوم.

## القوى والقدرات
ليس لدى لييب فروغ قوى خارقة ولكنه يرتدي زي الضفدع الهيكلي الذي يمنحه قوة معززة وخفة حركة.كما تم تجهيز الزي بملفات قفز كهربائية تسمح له بالوصول إلى ارتفاع 6 طوابق لكل قفزة. والغطاء الواق المُصدر للطاقة يتم ارتداؤه على الظهر مثل حقيبة الظهر. كما أن الزي يحتوي على حشوة داخلية لحمايته من التأثيرات ونظامًا موجهًا بالكمبيوتر لرفع مستوى الدقة.

## External links
- قالب:Marvunapp
- قالب:Marvunapp